# Better
Better – drugi singel zespołu Guns N’ Roses z albumu Chinese Democracy.

## Notowania
| Lista (2008)                              | Najwyższa pozycja |
| ----------------------------------------- | ----------------- |
| Lista Przebojów Programu Trzeciego        | 5                 |
| U.S. Billboard Hot Mainstream Rock Tracks | 18                |
| Ekwador                                   | 2                 |

## Twórcy
- Axl Rose – wokale
- Robin Finck – keyboard
- Paul Tobias – gitary
- Richard Fortus – gitary
- Buckethead – gitary
- Ron „Bumblefoot” Thal – gitary
- Tommy Stinson – gitara bassowa, wokale
- Bryan „Brain” Mantia – aranżacja
- Frank Ferrer – instrumenty perkusyjne
- Dizzy Reed – keyboard, wokale
- Chris Pitman – keyboard, wokale